# Lista de episódios de The Bill Engvall Show
The Bill Engvall Show foi uma série estadunidense, exibida na TBS. A série ocorreu do dia 17 de julho de 2007 a 5 de setembro de 2009, com um total de 30 episódios.

## Séries
| Temporada | Temporada | Episódios | Originalmente exibido |
| --------- | --------- | --------- | --------------------- |
|           | 1         | 8         | 2007                  |
|           | 2         | 12        | 2008                  |
|           | 3         | 10        | 2009                  |

## Temporada 1: 2007
| # | Série # | Título                                                             | Data original         |
| --- | ------- | ------------------------------------------------------------------ | --------------------- |
| 101 | 1       | "Good People" "Boas Pessoas"                                       | 17 de julho de 2007   |
| Trent, o quarterback de terceira corda acaba como o zagueiro e Bill luta para tentar ajudar o garoto a melhorar suas habilidades. Bill vai um pouco longe demais e Trent decide que não quer seu pai no jogo. Enquanto isso, Lauren quer começar a usar piercing no umbigo.             |         |                                                                    |                       |
| 102 | 2       | "Aloha, Raffles" "Aloha, Raffles"                                  | 24 de julho de 2007   |
| Bill planeja levar a família em férias para o Havaí. Quando ele descobre que o cão da família, Raffles está doente, a família deve decidir se quer ou não fazer uma cirurgia cara. As crianças tentam ajudar, arrecadando dinheiro para salvar Raffles de uma maneira não convencional. |         |                                                                    |                       |
| 103 | 3       | "How Bill Met Susan" "Como Bill Conheceu Susan"                    | 31 de julho de 2007   |
| Para comemorar seus 18 anos de casamento, Susan recebe bilhetes de Bill para um jogo chamado Broncos. Seus planos descarrilharam, no entanto, depois Bill revela que quando ele e Susan começaram a namorar, ele também estava saindo com outra mulher.                                 |         |                                                                    |                       |
| 104 | 4       | "Have You Seen the Muffins, Man?" "Você Já Viu os Muffins, Homem?" | 7 de agosto de 2007   |
| Susan decide que quer vender seus bolinhos para ganhar um dinheiro extra e Bill usa o seu melhor para apoiá-la mesmo que ele não esteja entusiasmado com a idéia. Bryan trabalha em seu foguete para a feira de ciências com o objetivo de ganhar de um dos seus amigos.                |         |                                                                    |                       |
| 105 | 5       | "Feel Free To Say No" "Fique a Vontade Para Dizer Não"             | 14 de agosto de 2007  |
| Bill e Susan tem muitas questões a abordar em sua casa. Trent está tendo problemas na escola, Bryan soltou a cobra de estimação e Lauren sofreu um acidente de carro. |         |                                                                    |                       |
| 106 | 6       | "Jealous Guy" "Rapaz ciumento"                                     | 21 de agosto de 2007  |
| Susan informa a Bill que precisam de um tempo somente para eles, mas quando Bill tenta usar o conselho de Paulo, tenta levar Susan para um concerto de Chris Isaak, porém Susan declina porque ela teve um relacionamento com Chris Isaak na faculdade.                                 |         |                                                                    |                       |
| 107 | 7       | "The Birthday" "O Aniversário"                                     | 28 de agosto de 2007  |
| Bill está comemorando seu aniversário de 46 anos com a família e Bill está esperando por uma motocicleta, mas é surpreendido por seu próprio dom, enquanto Lauren trabalha na obtenção de uma identidade falsa para entrar em um clube.                                                 |         |                                                                    |                       |
| 108 | 8       | "Go Ahead, See If I Karaoke" "Continue, Se Eu Ver o Karaokê"       | 4 de setembro de 2007 |
| Bill leva Susan para sair com os amigos e cantar Karaokê, porém alguém tem pouco equilíbrio com a bebida. Então, Lauren conhece um rapaz novo que Bill não gosta. |         |                                                                    |                       |

## Temporada 2: 2008
| # | Série # | Título                                                | Data original          |
| --- | ------- | ----------------------------------------------------- | ---------------------- |
| 201 | 9       | "But That's Not Fair" "Mas Está Não é a Feira"        | 12 de junho de 2008    |
| Bill e Susan não acredita que seus filhos estão ganhando suas licenças. Para regularizar a situação, eles fazem as crianças limpar a garagem de graça. As crianças respondem por entrar em greve. Enquanto isso, Bill luta com a empresa de telefonia celular. |         |                                                       |                        |
| 202 | 10      | "Ask Your Mother" "Pergunte a Sua Mãe"                | 19 de junho de 2008    |
| Bill decide se envolver mais em casa, quando ele descobre que seus filhos vão à sua mãe para tudo. Mas o tiro sai pela culatra quando Bill permite Lauren de ir ao shopping com um ladrão. Então, ele decide fazer um gráfico de todas as coisas que as crianças fazem, mas ele o termina quando fica muito complicado. Enquanto isso, Paul tem mais problemas com a senhora.                          |         |                                                       |                        |
| 203 | 11      | "No Gifts Please" "Sem Presentes, Por Favor"          | 26 de junho de 2008    |
| Susan quebra seu não presente, deixando a Bill uma surpresa terrível e com a consciência culpada, enquanto Trent não consegue dormir assim que a família tenta fazê-lo dormir mais cedo. |         |                                                       |                        |
| 204 | 12      | "Pineblock Derby" "Pineblock Derby"                   | 3 de julho de 2008     |
| Bill concorda em ajudar Bryan a construir um carro para o derby pineblock', mas nada dá certo quando Bill e Bryan são desqualificados pelo The Pine Block Derby, porque Bill mentiu para Bryan. Enquanto isso, a nova amiga de Lauren começa a apaixonar por Trent. No início, Lauren dá um passo atrás na sua amizade, mas depois ela descobre coisas que a entristece e assim decide entrar em cena. |         |                                                       |                        |
| 205 | 13      | "Susan's Best Friend" "Melhor Amiga de Susan"         | 10 de julho de 2008    |
| A melhor amiga de Susan, que está passando por um divórcio, vem para uma visita; Bill teme que ela e Susan estão em um barranco. |         |                                                       |                        |
| 206 | 14      | "Bill Talks a Good Game" "Bill Discute um Bom Jogo"   | 17 de julho de 2008    |
| Enquanto Bill e Trent estão jogando um jogo de basquete Pai e Filho e Bill descobre que Trent pode vencê-lo. Trent conversa com Bill sobre o seu problema na escola e Bill não dá atenção, porque ele está tentando provar algo para si mesmo. Enquanto isso, Susan se sente deixada de fora quando Lauren e AJ começam a gastar mais tempo juntas.                                                    |         |                                                       |                        |
| 207 | 15      | "Drinking Party" "Bebendo Festa"                      | 24 de julho de 2008    |
| Bill e Susan decide bisbilhotar o quarto de Trent para descobrir mais informações sobre um partido que acham ter relação a álcool. Enquanto isso, Raffles esconde sob a casa de Faulkner e a família tenta descobrir uma maneira de tirá-lo. |         |                                                       |                        |
| 208 | 16      | "Dream Lover" "Sonho de Amante"                       | 31 de julho de 2008    |
| Susan tem uma premonição de que Bill vai se envolver em um caso com uma mulher chamada Penelope, enquanto Trent quer ter tempo para se preparar para prática de teste de motorista. |         |                                                       |                        |
| 209 | 17      | "A Reptile Dysfunction" "A disfunção do réptil"       | 7 de agosto de 2008    |
| Paulo pergunta a Bryan e Trent se podem assistir o seu terrário iguana precioso e Lauren consegue um emprego para ganhar dinheiro suficiente e comprar uma bolsa do desenhador. |         |                                                       |                        |
| 210 | 18      | "Promzilla" "Promzilla"                               | 7 de agosto de 2008    |
| Susan vai um pouco ao mar, Lauren continua se ajudando com sua formatura, Bill é considerado um pouco suspeito e Trent surge com idéias sobre como se tornar famoso na internet com a ajuda de Bryan. |         |                                                       |                        |
| 211 | 19      | "The Night Before Christmas" "A Noite Antes do Natal" | 15 de novembro de 2008 |
| As crianças não demonstram interesse no feriado de Natal chegando, porém Bill tenta mostrar-lhes o verdadeiro significado do Natal. |         |                                                       |                        |
| 212 | 20      | "Honey Do" "Faça Mel"                                 | 15 de novembro de 2008 |
| Enquanto Susan começa a consertar diversas coisas ao redor da casa, Bill é ameaçado por ela e tenta recuperar o seu poder como o homem da casa e as crianças são obrigadas decidir quem fica com o dinheiro que é recolhido no frasco de moeda. |         |                                                       |                        |

## Temporada 3: 2009
| # | Série # | Título                                      | Data original         |
| --- | ------- | ------------------------------------------- | --------------------- |
| 301 | 21      | "Give Me a Break" "Dai-me um Tempo"         | 18 de julho de 2009   |
| Com o dinheiro apertado, Bill deve dizer a Lauren que a família não pode pagar a sua viagem de férias de primavera. Enquanto isso, Paul deve explicar como ele perdeu todas as fotografias de Trent em sua época infante. |         |                                             |                       |
| 302 | 22      | "You Decide" "Você Decide"                  | 18 de julho de 2009   |
| Bill percebe que está sendo passivo, agressivo e manipulado por Susan, então decide fazer algo sobre, tomando para si a compra de sua colcha nova. Enquanto isso, Trent tenta demasiadamente impressionar uma garota, com a ajuda de Bryan e Lauren. Bill e Susan se entreolham quando o seu vizinho, o Sr. Faulkner, rude e rabugento, decide entrar em seu novo hot tub au natural.                                                      |         |                                             |                       |
| 303 | 23      | "Let It Go" "Deixe-o Ir"                    | 25 de julho de 2009   |
| Bill fica chateado quando descobre que Susan e suas amigas discutem sobre seus maridos durante a noite do jogo girls-only e ele está determinado a descobrir o que foi dito sobre ele. Enquanto isso, Lauren convence Bryan em um teste de ciência que é o começo do que será certamente um declínio constante em seu QI. |         |                                             |                       |
| 304 | 24      | "The Way We Were" "O jeito que estávamos"   | 1 de agosto de 2009   |
| Quando Susan diz a Bill que perdeu a emoção do amor jovem, ele decide ressuscitar esse sentimento e recriar os melhores momentos de seus dias de namoro. Enquanto eles estão fora, Lauren e Trent tem que tomar conta de Bryan, mas cada um tem datas para ver um filme. A única solução é levá-lo ao cinema, coisa considerada um grande plano até que Bryan desaparece.                                                                  |         |                                             |                       |
| 305 | 25      | "Oh Brother" "Oh, Irmão"                    | 8 de agosto de 2009   |
| Bill investe um pedaço grande de dinheiro em proposição de seu irmão Dan de seu mais recente negócio sob a coisa certa, algo que ele fez muitas vezes antes. Decididos a pôr um fim nisso, Susan empurra Bill para falar com seu irmão sobre ser um adulto responsável. Enquanto isso, quando Trent e Lauren entram em uma disputa sobre uma caneta, Bryan puxa uma Yojimbo, jogando seus irmãos um contra o outro para seu próprio ganho. |         |                                             |                       |
| 306 | 26      | "I Like It That Way" "Eu Gosto desse Jeito" | 15 de agosto de 2009  |
| Quando Bill se recusa a raspar a barba depois de uma viagem de pesca, Susan decide lhe ensinar uma lição, e Paul acaba no fogo cruzado. Enquanto isso, Bryan tenta juntar Trent em atormentar Lauren, mas é claro que ele tem o que é preciso para ser um brincalhão. |         |                                             |                       |
| 307 | 27      | "The Coffee Maker" "A cafeteira"            | 22 de agosto de 2009  |
| Dan tem sido familiar com Bill devido o banho de presentes que vem recebendo, mas Bill desaprova o que ele acredita ser uma tentativa de Danny para comprar seu amor, enquanto Paul faz uma doação para leilão da escola e acaba com um ego esmagado. |         |                                             |                       |
| 308 | 28      | "United Front" "Frente Unida"               | 29 de agosto de 2009  |
| Bill tem dificuldade em concordar com a severidade da punição imposta por Susan, enquanto Paul pede a ajuda de Bryan e Trent para criar um perfil online que irá fazê-lo parecer bom para as senhoras. |         |                                             |                       |
| 309 | 29      | "Car Trouble" "Problemas com o Carro"       | 5 de setembro de 2009 |
| Depois que Trent ganha dinheiro suficiente para comprar um carro, Bill decide ajudá-lo a escolher apenas um veículo à direita. Mas sua pesquisa não produz os resultados que Trent quer, enquanto isso Bryan tem problemas ao lidar com um valentão da escola. |         |                                             |                       |
| 310 | 30      | "Trash Talk" "Lixo de discussão"            | 5 de setembro de 2009 |
| Bill e Susan entram em uma briga com o vizinho novo sobre latas de lixo na calçada e Paul decide se envolver em algumas táticas de Bill sobre isso. Enquanto isso, Trent é reprovado em seu teste de condução, e ele está convencido que é porque ele perdeu sua sorte no quarto vermelho. |         |                                             |                       |